# Nikolai Alexandrowitsch Jemeljanow
Nikolai Alexandrowitsch Jemeljanow (russisch Николай Александрович Емельянов; * 20. Dezember 1871jul. / 1. Januar 1872greg. in Sestrorezk; † 13. August 1958 ebenda) war ein russischer Revolutionär.

## Leben
Jemeljanow wurde 1904 Bolschewik. Nach dem gescheiterten Juliaufstand 1917 versteckte er Lenin und Sinowjew, die aus Petrograd fliehen mussten, in seinem Heuschuppen in Rasliw. Während der Oktoberrevolution nahm er am Sturm auf den Winterpalast teil, später kämpfte er im Bürgerkrieg.
In den 1920er-Jahren hatte er wichtige Verwaltungsposten in der Sowjetwirtschaft inne. 1927 unterstützte er die Linke Opposition. 1932 wurde er verhaftet und zu zehn Jahren Verbannung nach Kasachstan verurteilt. Seine Familie wurde in der Folgezeit ebenfalls verhaftet. Zwei seiner sieben Kinder wurden 1937 erschossen. Jemeljanow kam 1956 nach Stalins Tod frei und wurde im gleichen Jahr mit dem Leninorden ausgezeichnet.